# 법무행정

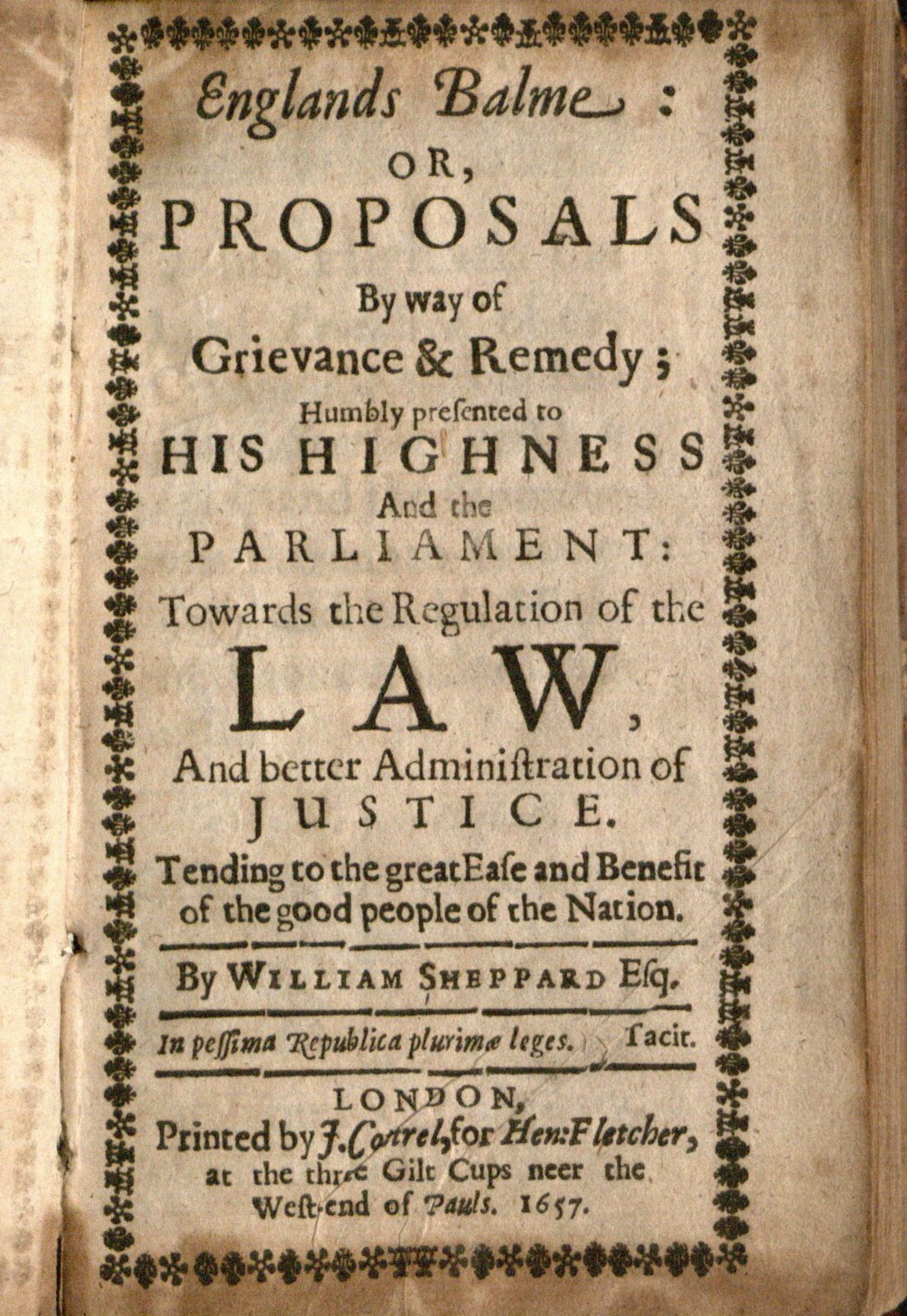
1657년 영국의 법률가 William Sheppard가 법무행정 등에 관하여 왕실과 의회에 건의한 문서

법무행정(法務行政, 영어: Administration of Justice, Justice adminisration, 독일어: Justizverwaltung)은 법체계의 전반을 다루는 행정의 한 분야를 일컫는 말이다.
법무행정은 각 나라에서 주로 법무부(法務部, 영어: Justice Ministry)라 불리는 행정기관이 관장한다. 법무행정에는 민·형법 등 주요 법령의 제·개정, 소송·수사제도의 편성, 재판결과의 집행, 형사정책 및 교정시설의 운영, 변호사 양성 및 면허제도의 관리, 국제 사법공조 등 사법제도 전반의 운영에 관한 사항들이 포함되나, 사법기관이 관장하는 고유한 영역으로서 재판 그 자체는 포함되지 않는다.
전통적으로 독일 등 유럽에서는 사법기관의 운영에 부수된 예산 편성이나 법관 승진인사 등의 사무를 일컫는 사법행정(司法行政, 영어: Court administration, Judicial administration)까지도 법무행정의 영역에 포함시켜왔으나, 미국에서는 사법기관의 예산 편성 등 사무를 사법기관이 직접 관장하여 왔다.

## 같이 보기
- 법무부
- 행정부
- 사법부
- 사법행정
- 권력분립